# Porthania

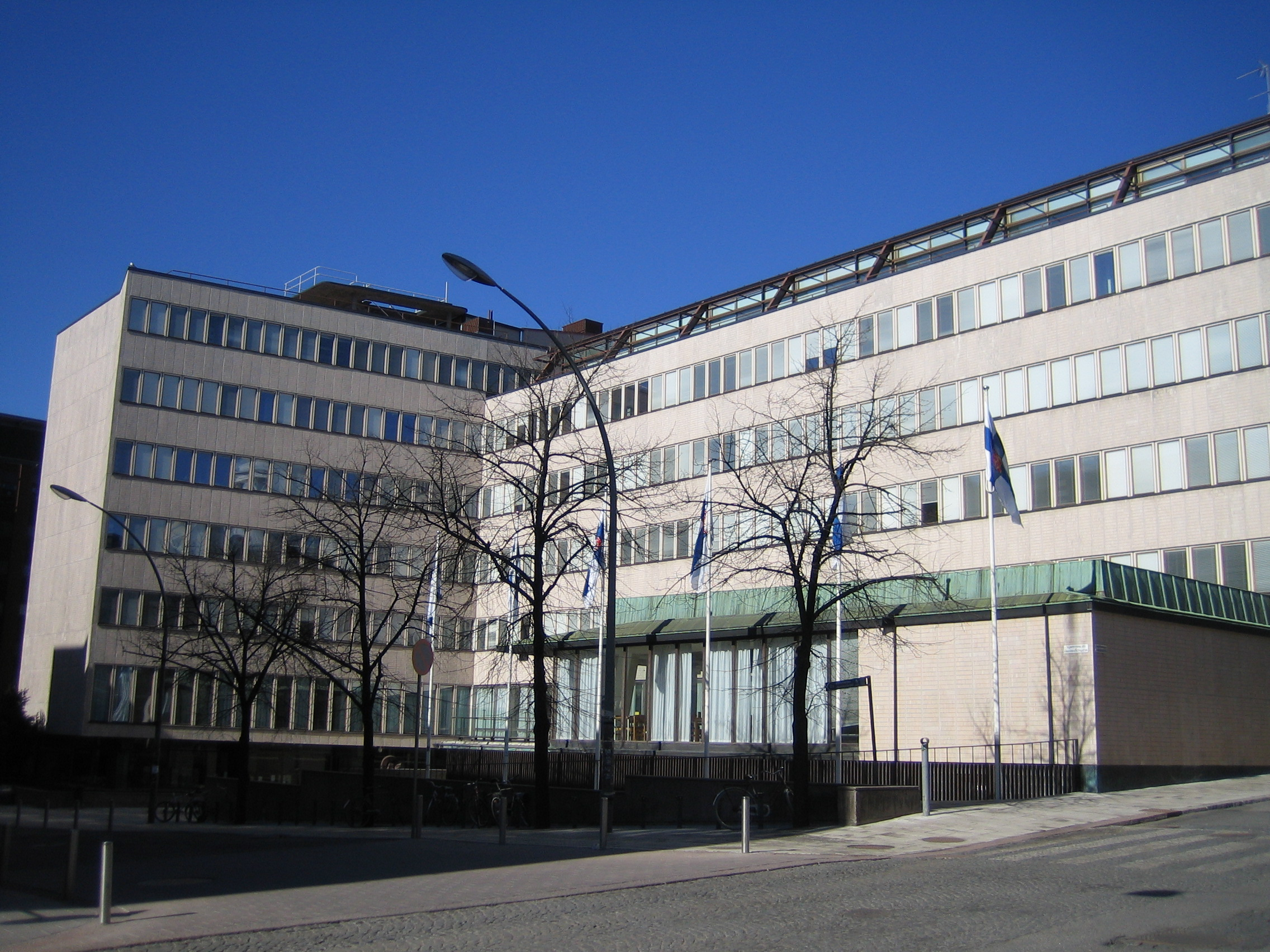
Porthania.

Porthania är centralt belägen universitetsbyggnad i Helsingfors, byggd 1957 i stramt funktionalistisk stil. 
Porthania ritad av arkitekt Aarne Ervi på basis av hans segrande förslag i en arkitekttävling 1949. Byggnaden öppnar sig mot en piazza på södra sidan, i övrigt följer den stadsstrukturens kvartersindelning, dock med en lägre flygel mot Fabiansgatan. Porthania var den första större byggnaden i landet som försågs med mellanbjälklag och fasader av fabrikstillverkade betongelement. Den uppkallades efter historikern och universitetsläraren Henrik Gabriel Porthan.